# Pensée à corne
Viola cornuta
Espèce
Classification phylogénétique
La pensée à corne  ou violette cornue  (Viola cornuta) est une espèce de plantes à fleurs de la famille des Violacées. C'est une plante herbacée vivace endémique des Pyrénées et de la cordillère Cantabrique.

## Description
Ses tiges, herbacées, peuvent atteindre de 20 à 30 cm de hauteur. Son port est buissonnant et étalé. La plante s'étend au moyen de rhizomes traçants.
Les feuilles, légèrement crénelées, poussent dès la base de la tige, en alternance. Les feuilles inférieures sont arrondies, alors que les feuilles supérieures sont ovales.
La plante produit des fleurs parfumées qui sont hermaphrodites. L'inflorescence est latérale et unique. La corolle est généralement violette, parfois lilas, et compte cinq pétales étroits. La fleur présente un long éperon pointu ; son stigmate est creusé en entonnoir.
La pollinisation se fait par le biais des insectes, elle est donc entomogame. La plante produit un fruit qui prend la forme d'une capsule obtuse s'ouvrant par trois fentes. La dissémination se fait par myrmécochorie, c'est-à-dire que les fourmis transportent les graines.

## Caractéristiques
La violette cornue pousse dans les régions alpines et subalpines des Pyrénées, à des altitudes allant de 700 à 2 500 m . On la retrouve en Haute-Savoie, dans les Apennins et en Espagne .
La plante se développe dans les pâturages et les lieux rocailleux. Elle affectionne les sols calcaires. Elle est couvre-sol et peut être mise en jardinière. Sa floraison s'étend de juin à août.

## Horticulture
Cette espèce est à l'origine de nombreuses variétés et cultivars, dont les fleurs sont diversement colorées, destinés à l'agrément du jardin et des balcons.

Variantes d'horticulture
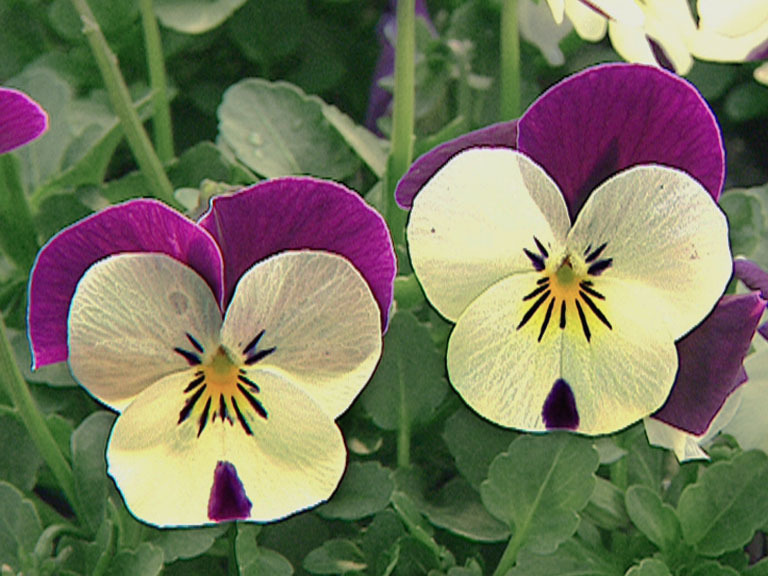
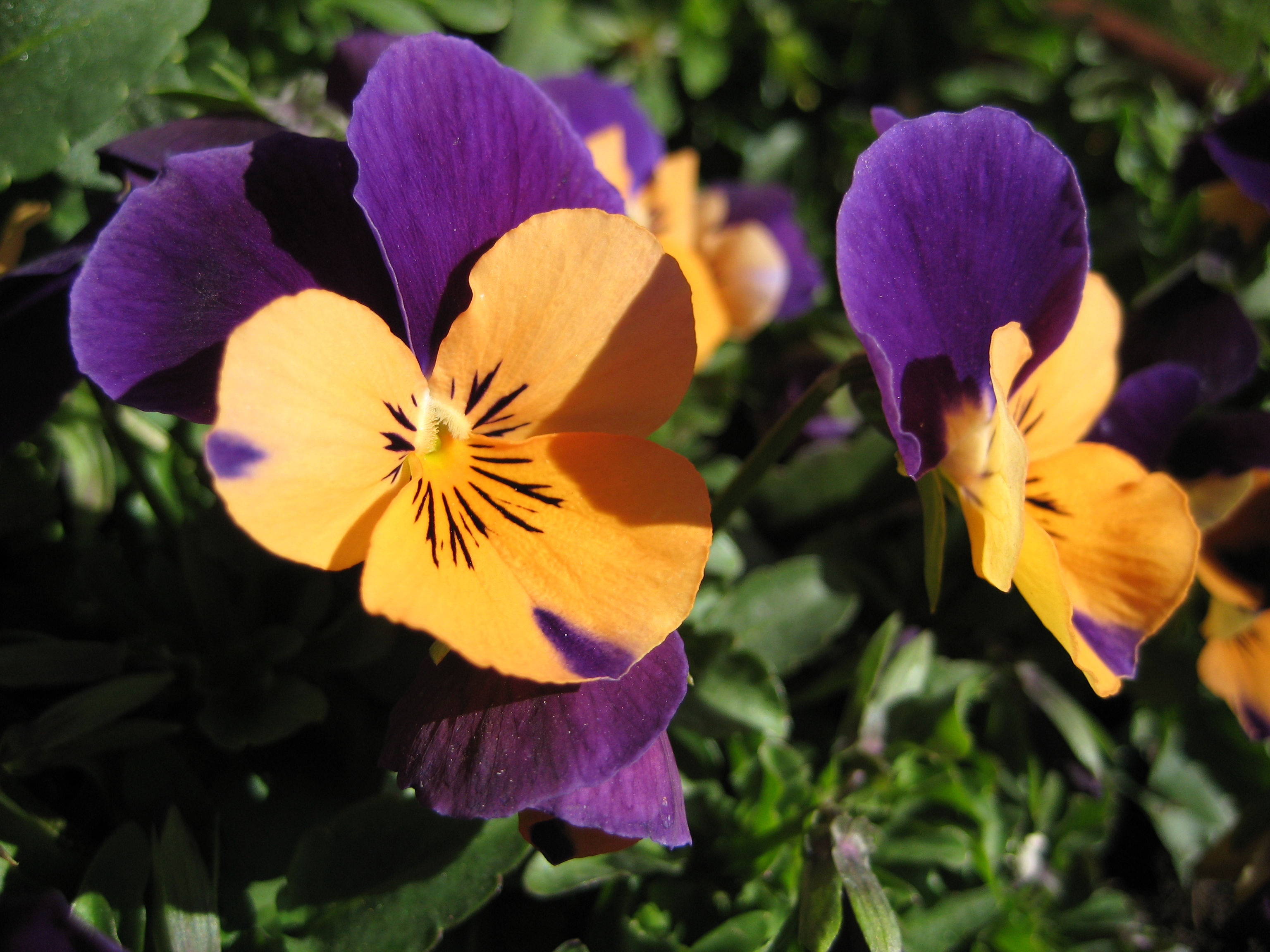
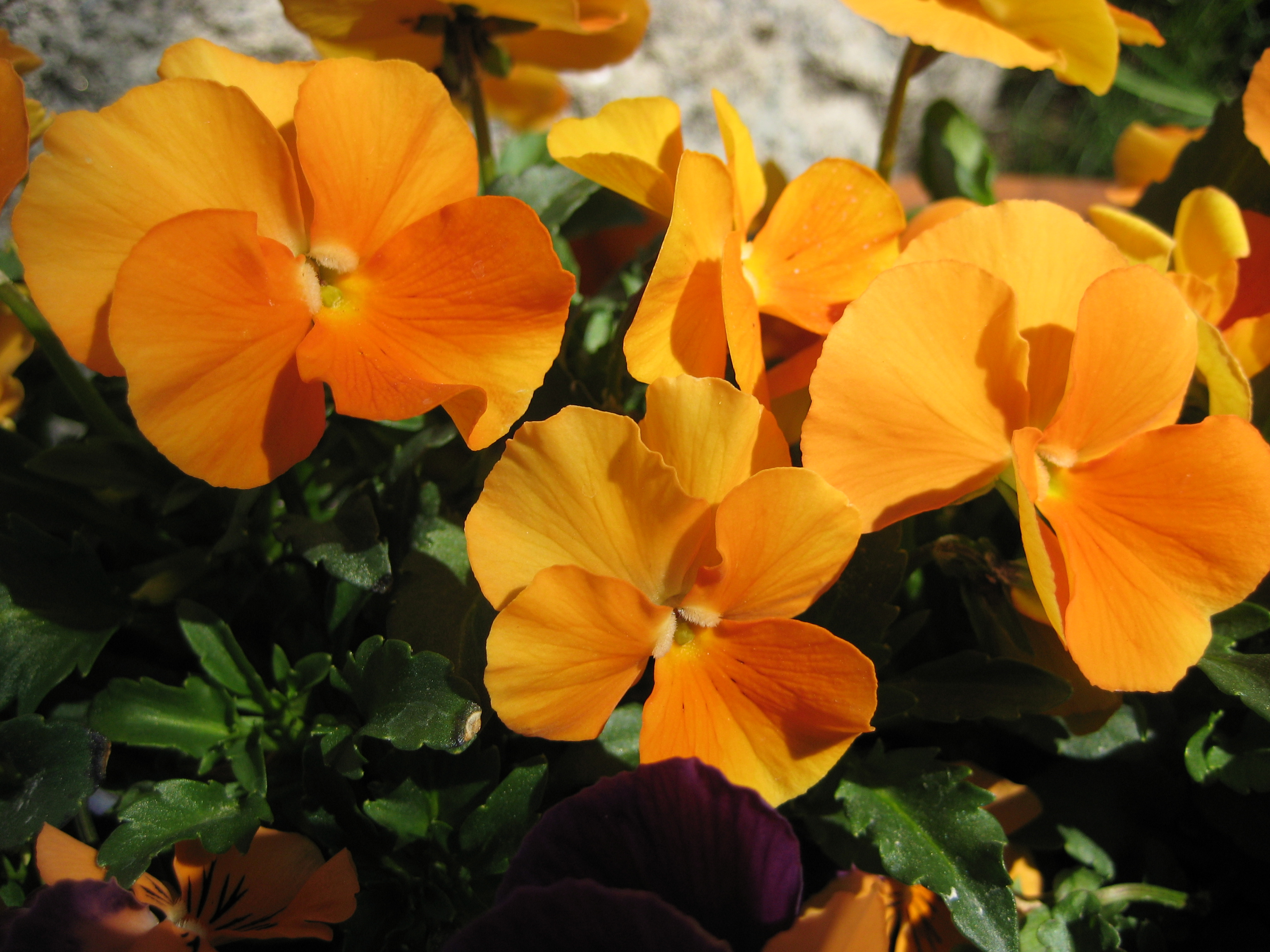
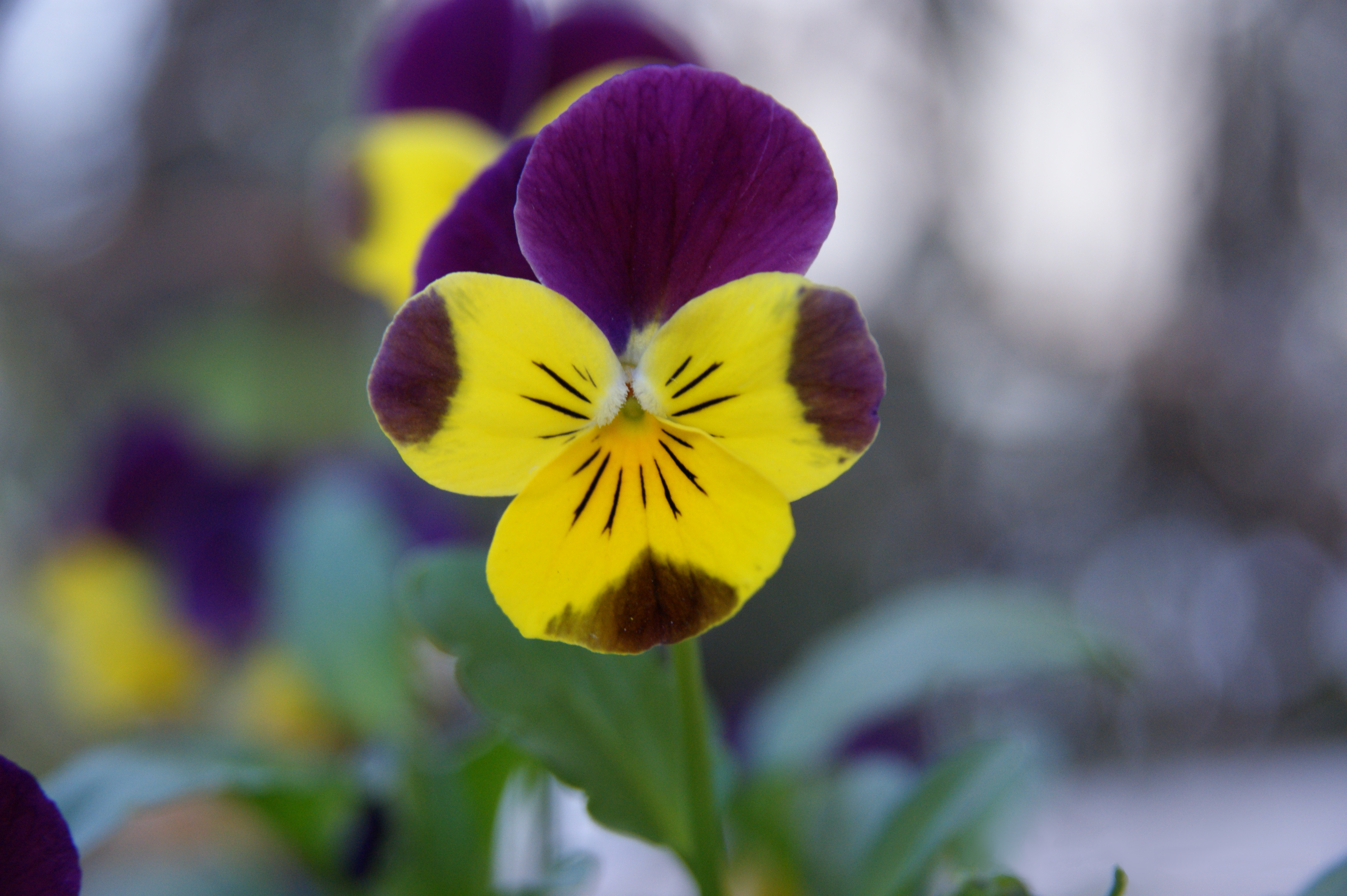
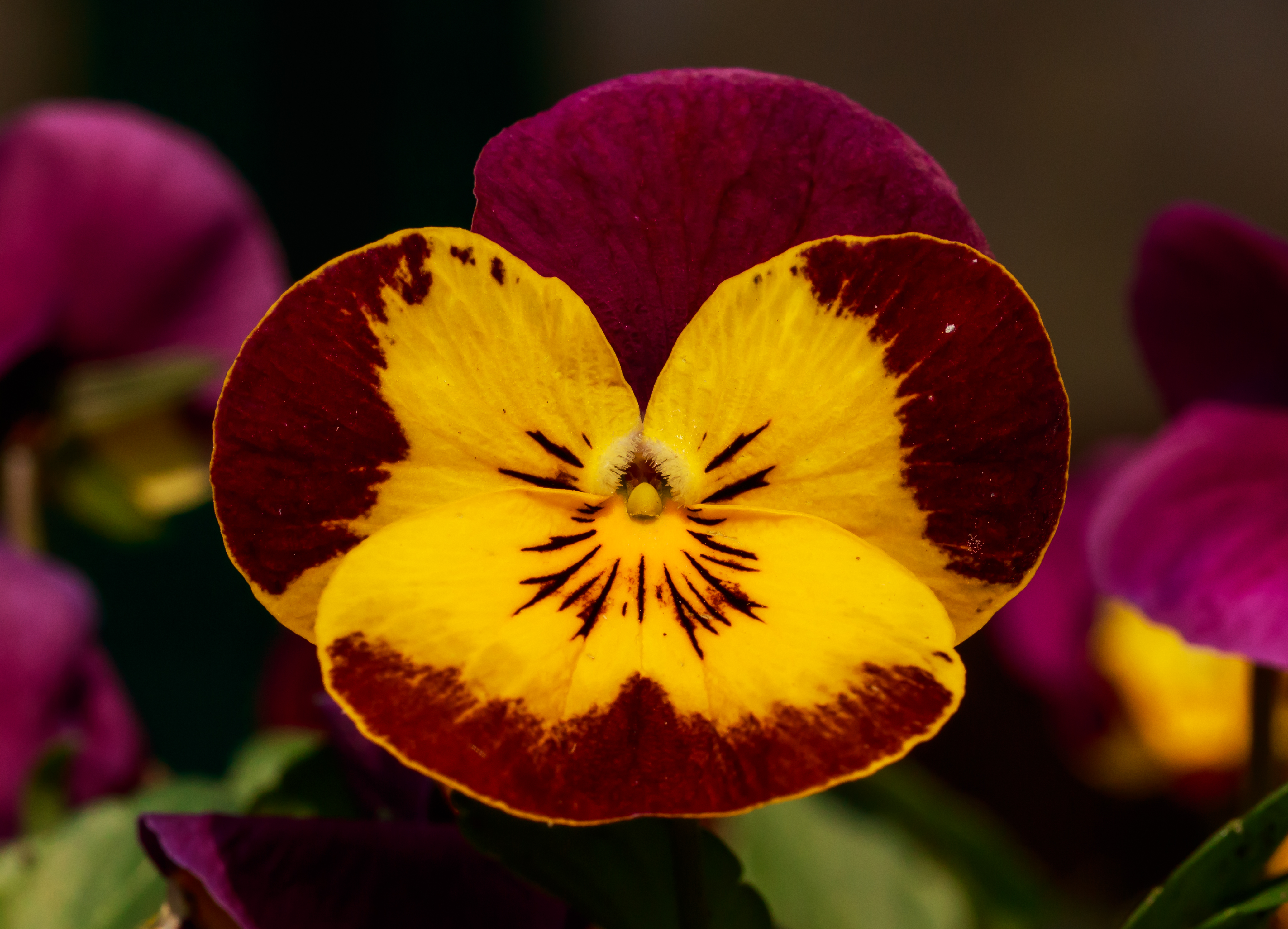